# عين جوارينيا
عين جوارينيا  هو مجمع كارستي في جبال كانتابريا بمقاطعة قشتالة وليون بإسبانيا، وأعلنته حكومة قشتالة وليون نصب تذكاري طبيعي (تراث تاريخي) عام 1996. ويتكون من أكثر من 90 كيلومترًا من صالات العرض والممرات في منطقة تبلغ حوالي 13850 هكتارًا (34200 فدان).